# Kasba (bouwwerk)
De kasba of kashba is het verdedigbare deel van de medina. Het gebouw kenmerkt zich door hoge muren. Bijna iedere nederzetting in Marokko en Algerije heeft haar eigen kasba. Vroeger werd deze gebruikt als woning voor het dorpshoofd.
De meeste kasba's zijn niet meer als zodanig in gebruik, maar ze doen vooral dienst als toeristische attractie.
Een kasba die als woonplaats wordt gebruikt noemt men ook wel een dar. Indien een kasba als opslagruimte van graan wordt gebruikt, spreekt men van een igherm. In sommige gevallen doet een dergelijke igherm tevens dienst als bewakingspost, hij wordt dan agadir genoemd.

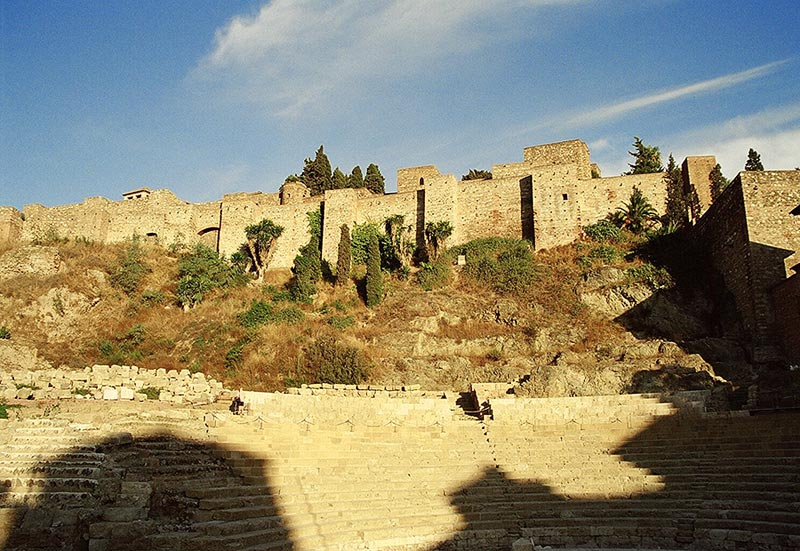
Kasba bij Malaga in Spanje
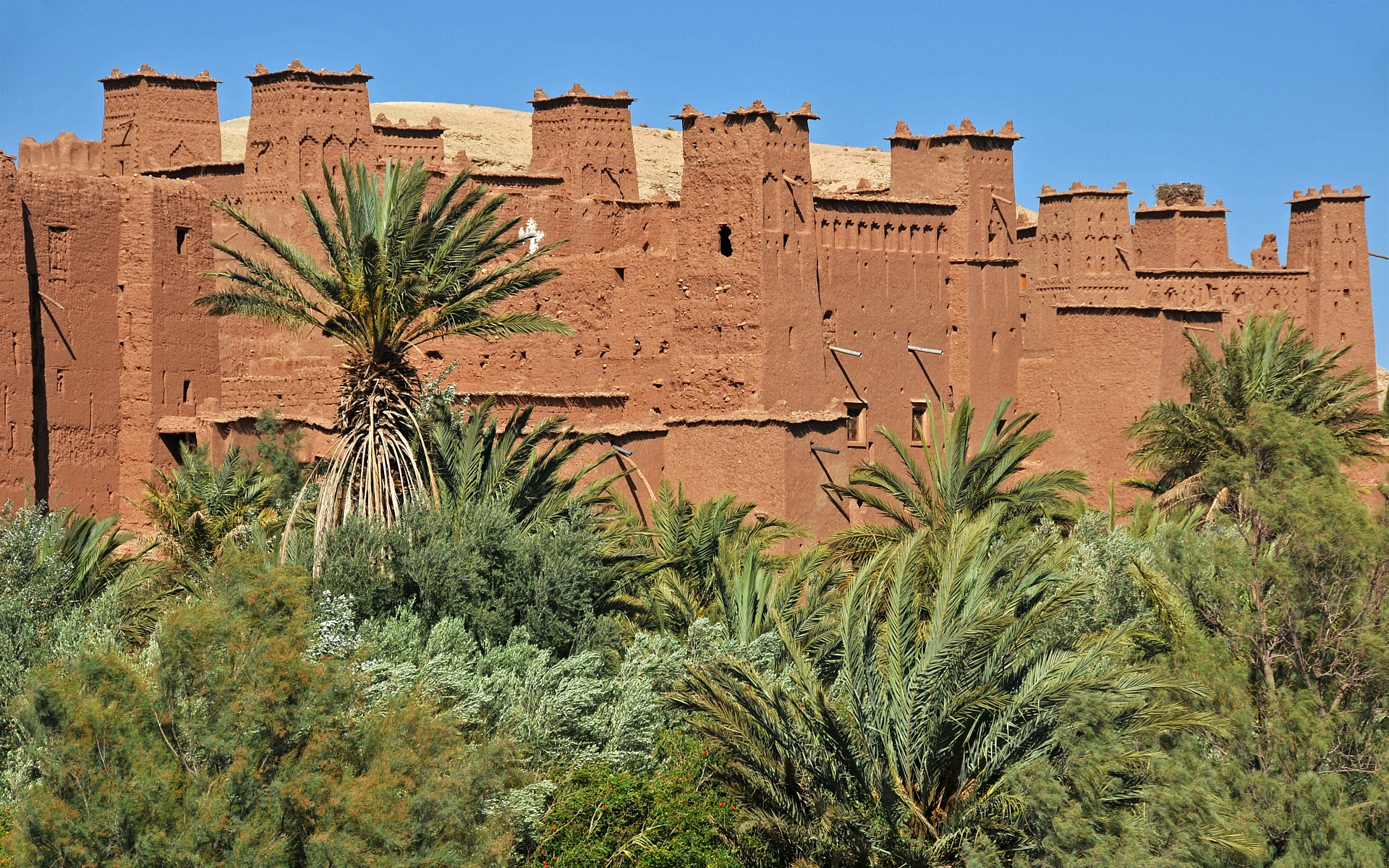
Kasba van aangestampte aarde bij Aït-Ben-Haddou in Marokko
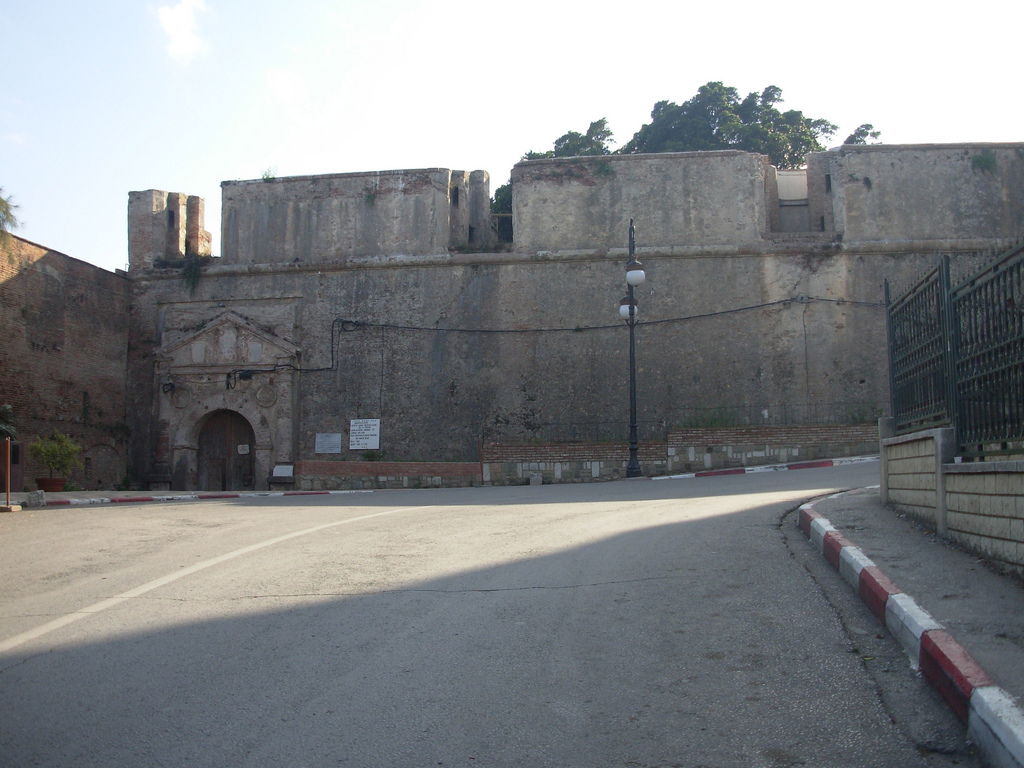
Kasba in Béjaïa in Algerije
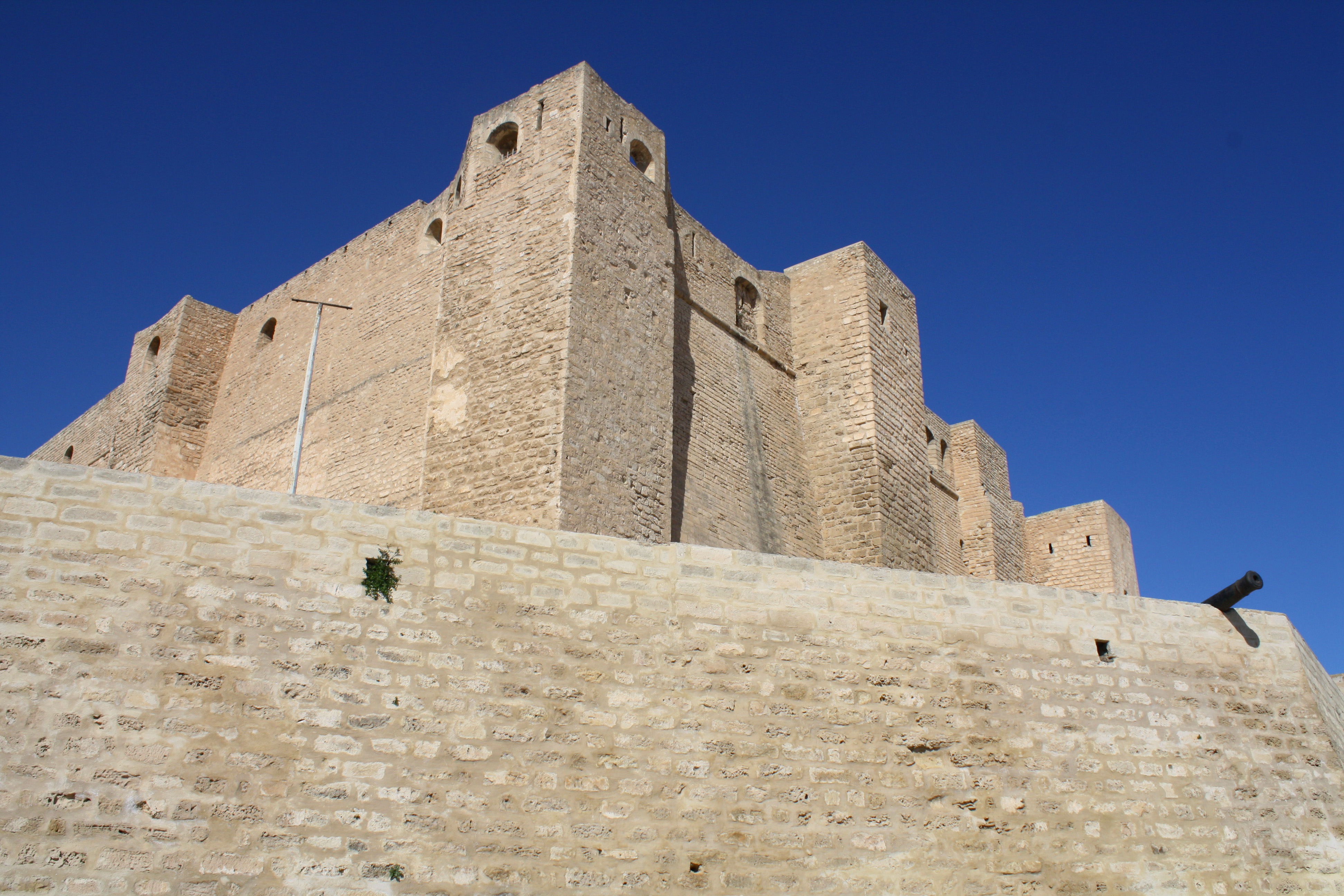
Kasba in Sousse in Tunesië